# Molophilus (Molophilus) flagellifer
Molophilus (Molophilus) flagellifer is een tweevleugelige uit de familie steltmuggen (Limoniidae). De soort komt voor in het Australaziatisch gebied.